# Diego Reyes
Diego Antonio Reyes Rosales (ur. 19 września 1992 w mieście Meksyk) – meksykański piłkarz występujący na pozycji środkowego obrońcy lub defensywnego pomocnika, reprezentant Meksyku, od 2019 roku zawodnik Tigres UANL.

## Kariera klubowa
Reyes pochodzi ze stołecznego mieście Meksyk i jest wychowankiem akademii juniorskiej tamtejszej drużyny Club América, do której zaczął uczęszczać na treningi w wieku czternastu lat. Zanim został włączony do seniorskiego składu, występował w lidze meksykańskiej do lat 17 i 20 oraz w trzecioligowych rezerwach Amériki. W meksykańskiej Primera División zadebiutował jako siedemnastolatek za kadencji swojego byłego opiekuna z młodzieżowych reprezentacji Jesúsa Ramíreza, 25 kwietnia 2010 w wygranym 1:0 spotkaniu z Santos Laguną. Szansę regularnej gry w pierwszym składzie otrzymał jednak dopiero rok później od chilijskiego trenera Carlosa Reinoso. Pierwszą bramkę w najwyższej klasie rozgrywkowej strzelił 17 kwietnia 2011 w wygranej 3:1 konfrontacji z Tecos UAG. W tych samych wiosennych rozgrywkach Clausura 2011 został uhonorowany w oficjalnym plebiscycie Meksykańskiego Związku Piłki Nożnej nagrodą dla odkrycia sezonu. Dwa lata później, podczas rozgrywek Clausura 2013, zdobył z Américą tytuł mistrza Meksyku, będąc wówczas kluczowym zawodnikiem zespołu prowadzonego przez Miguela Herrerę i tworząc podstawowy duet stoperów z Aquivaldo Mosquerą.
W grudniu 2012 ogłoszono, że latem 2013 Reyes za sumę siedmiu milionów euro przejdzie do portugalskiego FC Porto.
14 lipca 2015 roku został wypożyczony do Realu Sociedad.
| Sezon     | Klub          | Kraj       | Rozgrywki        | Mecze | Bramki |
| --------- | ------------- | ---------- | ---------------- | ----- | ------ |
| 2009/2010 | Club América  | Meksyk     | Liga MX          | 1     | 0      |
| 2010/2011 | Club América  | Meksyk     | Liga MX          | 19    | 2      |
| 2011/2012 | Club América  | Meksyk     | Liga MX          | 28    | 0      |
| 2012/2013 | Club América  | Meksyk     | Liga MX          | 35    | 1      |
| 2013/2014 | FC Porto      | Portugalia | Primeira Liga    | 5     | 0      |
| 2013/2014 | FC Porto B    | Portugalia | Segunda Liga     | 18    | 3      |
| 2014/2015 | FC Porto      | Portugalia | Primeira Liga    | 3     | 0      |
| 2014/2015 | FC Porto B    | Portugalia | Segunda Liga     | 7     | 0      |
| 2015/2016 | Real Sociedad | Hiszpania  | Primera División | 27    | 2      |
| 2016/2017 | RCD Espanyol  | Hiszpania  | Primera División | 34    | 1      |
| 2017/2018 | FC Porto      | Portugalia | Primeira Liga    | 12    | 2      |
| 2018/2019 | Fenerbahçe SK | Turcja     | Süper Lig        | 8     | 0      |
| 2018/2019 | CD Leganés    | Hiszpania  | Primera División | 6     | 0      |

## Kariera reprezentacyjna
W 2009 roku Reyes został powołany przez szkoleniowca José Luisa Gonzáleza Chinę do reprezentacji Meksyku U-17 na Młodzieżowe Mistrzostwa Ameryki Północnej. Tam wystąpił tylko w jednym spotkaniu, zaś jego drużyna z kompletem trzech zwycięstw zakwalifikowała się na Mistrzostwa Świata U-17 w Nigerii. Podczas tego turnieju Reyes był jednym z ważniejszych ogniw swojej ekipy i trzykrotnie pojawiał się w jej barwach na boisku, natomiast Meksykanie zakończyli swój udział w światowym czempionacie w 1/8 finału. W 2011 roku znalazł się w ogłoszonym przez trenera Juana Carlosa Cháveza składzie reprezentacji Meksyku U-20 na Młodzieżowe Mistrzostwa Ameryki Północnej. Na gwatemalskich boiskach pełnił rolę podstawowego gracza kadry, rozgrywając cztery mecze, a meksykański zespół triumfował w tych rozgrywkach i automatycznie awansował na młodzieżowy mundial. Na Mistrzostwach Świata U-20 w Kolumbii Reyes również miał niepodważalne miejsce w wyjściowej jedenastce i wystąpił we wszystkich siedmiu konfrontacjach w pełnym wymiarze czasowym. Młodzi Meksykanie okazali się natomiast rewelacją turnieju, docierając aż do półfinału i zajmując ostatecznie trzecie miejsce.
W październiku 2011 szkoleniowiec Luis Fernando Tena powołał Reyesa do reprezentacji Meksyku U-23 na Igrzyska Panamerykańskie w Meksyku, gdzie rozegrał on jedno spotkanie dla swojej kadry, będąc wyłącznie jej rezerwowym graczem. Jego drużyna, pełniąca wówczas rolę gospodarzy, wywalczyła ostatecznie złoty medal na męskim turnieju piłkarskim. W 2012 roku wziął udział w eliminacjach do Igrzysk Olimpijskich w Londynie, gdzie wystąpił we wszystkich pięciu meczach od pierwszej minuty, zdobywając gola w grupowej konfrontacji z Trynidadem i Tobago (7:1), natomiast Meksykanie wygrali kwalifikacyjny turniej i zdołali awansować się na olimpiadę. W tym samym roku wygrał z reprezentacją młodzieżowy Turniej w Tulonie, na którym regularnie występował w wyjściowej jedenastce swojej ekipy i rozegrał w niej wszystkie pięć spotkań od pierwszej do ostatniej minuty. Kilka tygodni później został powołany na Igrzyska Olimpijskie w Londynie, na których wystąpił we wszystkich sześciu spotkaniach w pełnym wymiarze czasowym, będąc liderem linii defensywy i wspólnie z Hiramem Mierem pełniąc rolę podstawowych stoperów swojej drużyny. Meksykańscy piłkarze zdobyli ostatecznie jedyny złoty medal dla swojego kraju na tej olimpiadzie, po pokonaniu w finale Brazylii (2:1).
W lipcu 2011 roku Reyes został powołany przez asystenta selekcjonera reprezentacji Meksyku, Luisa Fernando Tenę, na Copa América. W wieku osiemnastu lat był najmłodszym uczestnikiem tej edycji turnieju. W seniorskiej reprezentacji zadebiutował 5 lipca w przegranym 1:2 meczu fazy grupowej z Chile. Ostatecznie jego kadra po komplecie porażek zajęła ostatnie miejsce w grupie, odpadając z południowoamerykańskich rozgrywek, zaś on sam pełnił rolę podstawowego zawodnika i wystąpił we wszystkich trzech spotkaniach od pierwszej do ostatniej minuty. W 2013 roku znalazł się w ogłoszonym przez José Manuela de la Torre składzie reprezentacji na Puchar Konfederacji, gdzie jednak pozostawał rezerwowym graczem i wystąpił w jednym meczu, natomiast Meksykanie odpadli z turnieju już w fazie grupowej.